# رايموند دبليو. جولدسميث
رايموند دبليو. جولدسميث (بالإنجليزية: Raymond W. Goldsmith)‏ هو اقتصادي أمريكي، ولد في 1904، وتوفي في 12 يوليو 1988.

## وصلات خارجية
- رايموند دبليو. جولدسميث على موقع الموسوعة البريطانية (الإنجليزية)